# Open de Franche Comté 2000
L'Open de Franche Comté 2000 è stato un torneo di tennis facente parte della categoria ATP Challenger Series nell'ambito dell'ATP Challenger Series 2000. Il torneo si è giocato a Besançon in Francia dal 6 al 12 marzo 2000 su campi in sintetico indoor.

## Vincitori

### Singolare
Julien Boutter ha battuto in finale  Julian Knowle con il punteggio di 6–4, 7–6(4)

### Doppio
Julin Boutter /  Michaël Llodra hanno battuto in finale  Stefano Pescosolido /  Vincenzo Santopadre con il punteggio di 6–4, 6(6)–7, 7–6(5)